# Falconcity das Maravilhas
A Falconcity das Maravilhas é um projeto para construir uma cidade em Dubai, com réplicas das sete maravilhas do mundo moderno, mais maravilhas como a Torre Eiffel. Será parte da Dubailand, cobrindo uma área de 100 hectares (0,40 km²), com um custo estimado de US $ 1,5-bilhão. O projeto é liderado pela Companhia Falconcity Maravilhas da [, de propriedade de empresários locais Salem Al Moosa.
Quando vista do espaço, a cidade irá ser constituida a forma de um falcão. A Torre Eiffel irá ser recriada em forma de um hotel com vidro no espaço entre a estrutura metálica. Também será mais alto do que o original Torre Eiffel e ser chamado "Torre Eiffel de Dubai".
A construção já foi iniciada, mas a Falconcity das Maravilhas - bem ao contrário do habitual rápida a execução do projecto em Dubai - só em 2020 deve ser concluída.